# سلافوفيليا

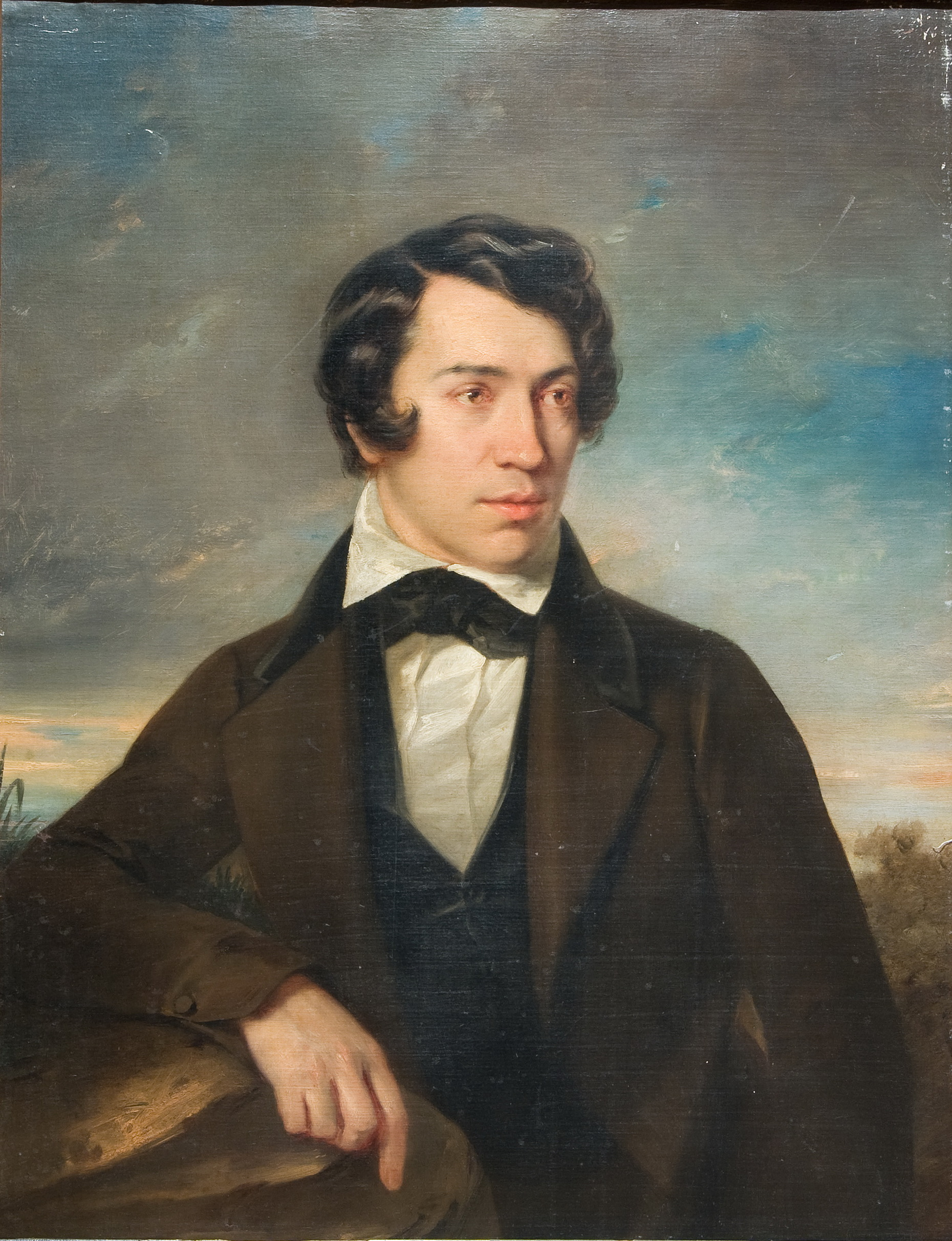

سلافوفيليا هي حركة فكرية ظهرت في القرن التاسع عشر، نادت إلى أن تكون أسس الإمبراطورية الروسية القيم والمؤسسات المستمدة من تاريخها المبكر. عارض أعضاء سلافوفيليا وأنصار النزعة السلافية تأثيرات أوروبا الغربية في روسيا. كانت هناك أيضًا حركات مماثلة في بولندا والمجر واليونان. تبعًا للسياق التاريخي، نقيض المصطلح يمكن تسميته معاداة السلافية أي الخوف من الثقافة السلافية.